# Verkehrsgemeinschaft Nordost-Niedersachsen
Die Verkehrsgemeinschaft  Nordost-Niedersachsen (VNN) ist ein Verkehrsverbund von derzeit 28 Verkehrsunternehmen im südlichen Umland Hamburgs. Er ist als Unternehmensverbund in Form einer GbR angelegt. 

## Verbundgebiet
Die beteiligten Verkehrsunternehmen kommen aus den acht zur Metropolregion Hamburg gehörenden Landkreisen Cuxhaven, Harburg, Lüchow-Dannenberg, Lüneburg, Rotenburg (Wümme), Heidekreis, Stade und Uelzen. Die jeweiligen Landkreise bilden auch Tarifgebiete.

Die Verkehrsgemeinschaft hat ihren Hauptsitz in Stade. Eine weitere Geschäftsstelle befindet sich in Zeven.
Für den Landkreis Rotenburg gibt es den speziellen ROW-Tarif.

## Verkehrsunternehmen im VNN
- EVB Elbe-Weser GmbH
- Kraftverkehr GmbH Lüneburg
- KVG Stade GmbH & Co. KG
- Lüchow-Schmarsauer Eisenbahn GmbH (LSE)
- Verkehrsgesellschaft Ludwigslust-Parchim mbH (VLP)
- Haller Busbetrieb
- Regionalbus Braunschweig GmbH (RBB)
- Stadtwerke Uelzen GmbH
- Verden-Walsroder Eisenbahn GmbH (VWE)
- Weser-Ems Busverkehr GmbH (WEB)
- Buspunkt GmbH
- W. Giese Nachf. Omnibusbetrieb GmbH
- Omnibusbetrieb von Ahrentschildt GmbH
- Maass Reisen GmbH
- PRÜSER BUS GmbH
- Reisedienst von Rahden GmbH & Co. KG
- Autobus Stoss GmbH
- Verkehrsbetrieb Osthannover GmbH